# Spoorlijn La Trinité-de-Réville - Lisieux
De Spoorlijn La Trinité-de-Réville - Lisieux was een Franse spoorlijn van La Trinité-de-Réville naar Lisieux. De lijn was 30,9 km lang en heeft als lijnnummer 401 000.

## Geschiedenis
De lijn werd in gedeeltes geopend door de Chemin de fer d'Orbec à Lisieux, van Orbec naar Lisieux op 2 juni 1862 en van La Trinité-de-Réville naar Orbec op 18 september 1882. Reizigersverkeer werd opgeheven op 19 januari 1934. Goederenverkeer werd in gedeeltes gestaakt, van La Trinité-de-Réville naar La Chapelle-Gauthier in 1938, van La Chapelle-Gauthier naar Orbec op 30 september 1956 en van Orbec naar Lisieux op 1 juli 1966.

## Aansluitingen
In de volgende plaatsen is of was er een aansluiting op de volgende spoorlijnen:
La Trinité-de-Réville
RFN 400 000, spoorlijn tussen Échauffour en Bernay
Lisieux
RFN 366 000, spoorlijn tussen Mantes-la-Jolie en Cherbourg
RFN 390 000, spoorlijn tussen Lisieux en Trouville-Deauville